# Jonika Airlines
Jonika Airlines — украинская регулярная и чартерная авиакомпания, базирующаяся в Киевском международном аэропорту (Жуляны).

## История

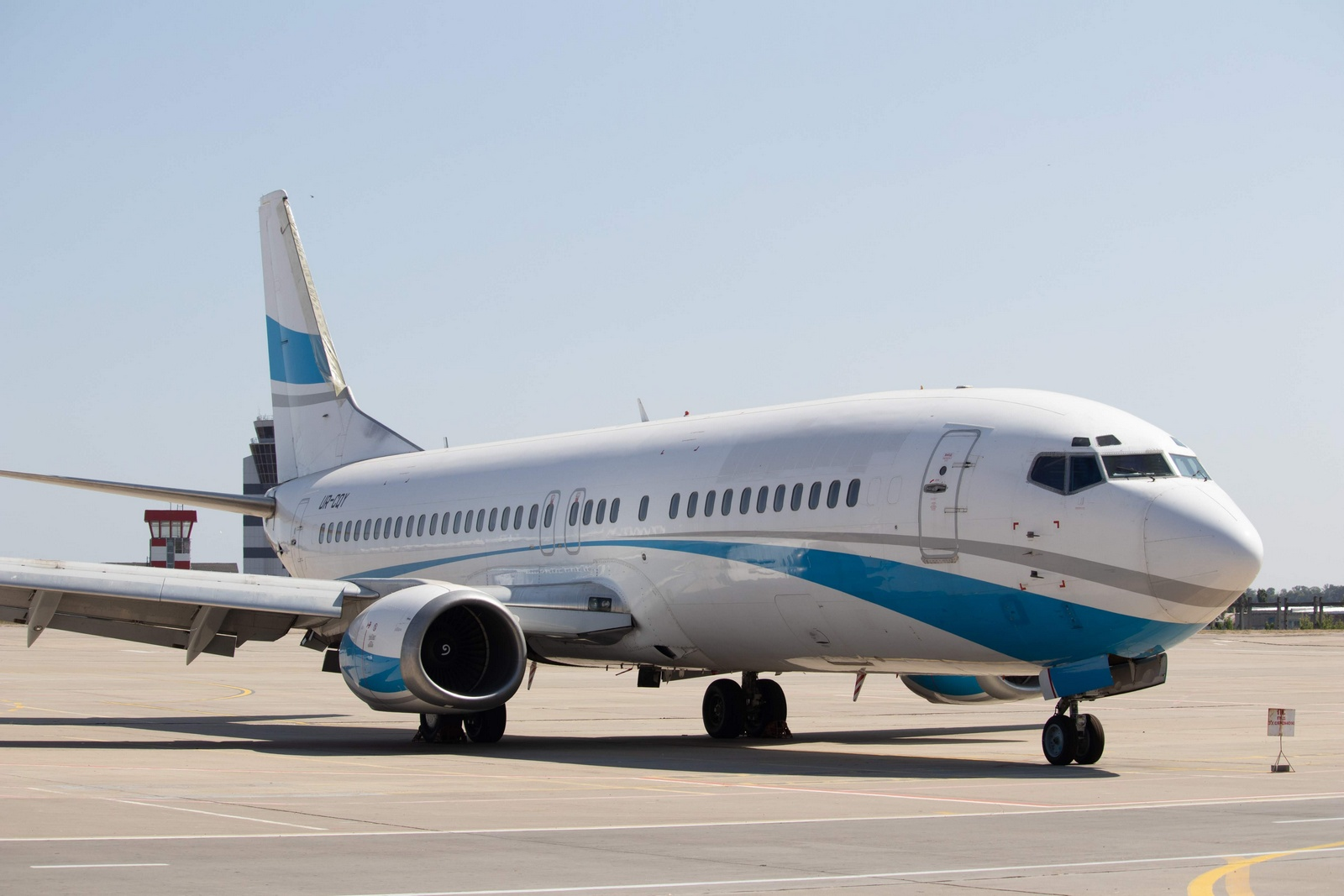
Boeing 737-400

Основанная в 2018 году, авиакомпания начала свою деятельность после получения первого Boeing 737-400 в июле 2018 года; вторая модель была добавлена в парк в апреле 2019 года. В 2020 году компания приобрела Airbus A319-100 и Boeing 737-300.

## Направления
По состоянию на декабрь 2021 г. Jonika Airlines обслуживает следующие направления:
- Киев — Международный аэропорт Киев (Жуляны) (Базовый)
- Афины — Международный аэропорт Афин

## Флот
По состоянию на декабрь 2021 года флот Jonika Airlines состоит из следующих самолетов:
| Самолет         | Количество | Заказы | Примечания |
| --------------- | ---------- | ------ | ---------- |
| Boeing 737-300  | 2          | –      | [ 5 ]      |
| Airbus A319-100 | 1          | –      | [ 6 ]      |
| Boeing 737-400  | 1          | –      | [ 7 ]      |
| Всего           | 4          | –      |            |